# Salmó siberià
Hucho taimen és una espècie de peix de la família dels salmònids i de l'ordre dels salmoniformes.

## Morfologia
- Els mascles poden assolir 200 cm de longitud total i 100 kg de pes.[4][5]

## Reproducció
Té lloc durant el mes de maig.

## Hàbitat
Viu en zones d'aigües dolces temperades.

## Distribució geogràfica
Es troba des de les conques fluvials de la mar Càspia i àrtiques fins al riu Amur.

## Longevitat
Pot arribar a viure 16 anys.

## Estat de conservació
Es troba amenaçat d'extinció a causa de la sobrepesca, la destrucció del seu hàbitat i la contaminació.